# Ovoviviparidade

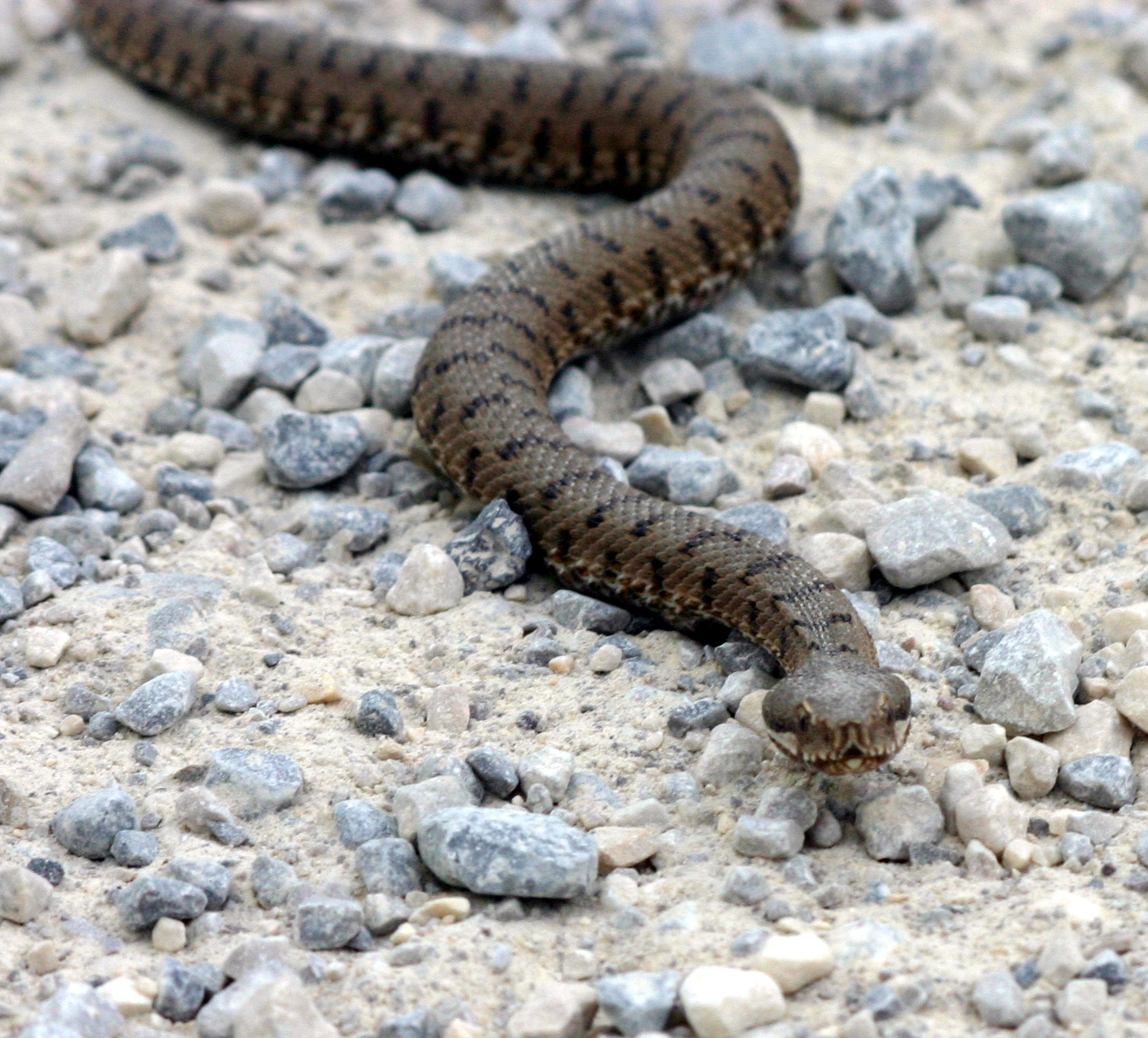
Víbora (Vipera aspis), um animal ovovivíparo

Em biologia, designam-se como ovovivíparos os animais cujo embrião se desenvolve em um ovo alojado dentro do corpo da mãe. O ovo recebe assim proteção, mas o embrião desenvolve-se a partir do material nutritivo existente dentro do ovo. Os ovos eclodem no oviducto materno sem que exista ligação alguma entre a progenitora e o embrião.
Os filhotes de anfíbios ovovivíparos às vezes nascem como larvas e sofrem metamorfose fora do corpo da mãe, e em algumas espécies de insetos, como as moscas dos taquinídeos, os embriões se desenvolvem até o primeiro estágio larval antes de serem colocados e os ovos eclodem quase imediatamente.

## Ovoviviparidade
Animais ovovivíparos são semelhantes a espécies vivíparas nas quais há fecundação interna e os jovens nascem vivos, mas diferem em que não há conexão placentária e os filhotes ainda não nascidos são nutridos por gema de ovo; o corpo da mãe fornece trocas gasosas (tubarões e raias). Alguns pesquisadores consideram os termos "ovoviviparidade" ou "viviparidade aplacental" arcaicos, porque abrangem vários modos de reprodução não relacionados. Atualmente a classificação em relação à nutrição do embrião pode se dar nos termos "Lecitotróficos", quando o embrião se nutre a partir da gema ou "matrotrófico" quando o fornecimento de nutrientes ocorre por meios alternativos como a placenta.
Em algumas espécies, os embriões que se desenvolvem internamente dependem exclusivamente da gema. Isso é conhecido como "viviparidade do saco vitelino" e é considerado como um tipo de lecitotrofia (ausência de provisão materna). Outras espécies exibem matrotrofia, na qual o embrião exaure sua oferta de gema no início da gestação e a mãe fornece nutrição adicional. Este provisionamento adicional pode ser na forma de ovos não fertilizados (oofagia intra-uterina), secreções uterinas (histotrofia) ou pode ser administrado através de uma placenta. Os dois primeiros modos foram categorizados em viviparidade histotrófica ou viviparidade aplacental.

## Anfíbios
Os filhotes de anfíbios ovovivíparos às vezes nascem como larvas e sofrem metamorfose fora do corpo da mãe. Modos de reprodução incluem baseados nas relações entre o zigoto e os pais:
Ovuliparidade: fecundação externa, como em artrópodes, muitos peixes ósseos e a maioria dos anfíbios
Oviparidade: fecundação interna, onde a fêmea coloca zigotos como ovos com vitelo importante (tipicamente pássaros)
A ovoviviparidade pode ser pensada como uma forma de oviparidade onde os zigotos são retidos no corpo da fêmea ou no corpo do macho, mas não há interações tróficas entre o zigoto e os pais. Isto é encontrado em Anguis fragilis. Nos cavalos-marinhos, os zigotos permanecem no "marsúpio" ventral do macho. No sapo Rhinoderma darwinii, os zigotos se desenvolvem no saco vocal. No sapo Rheobatrachus, os zigotos se desenvolvem no estômago.